# Neustadtswallanlagen
Die Neustadtswallanlagen liegen in Bremen im Stadtteil Neustadt, zwischen den Ortsteilen Hohentor, Alte Neustadt, Neustadt und Buntentor.

## Geschichte

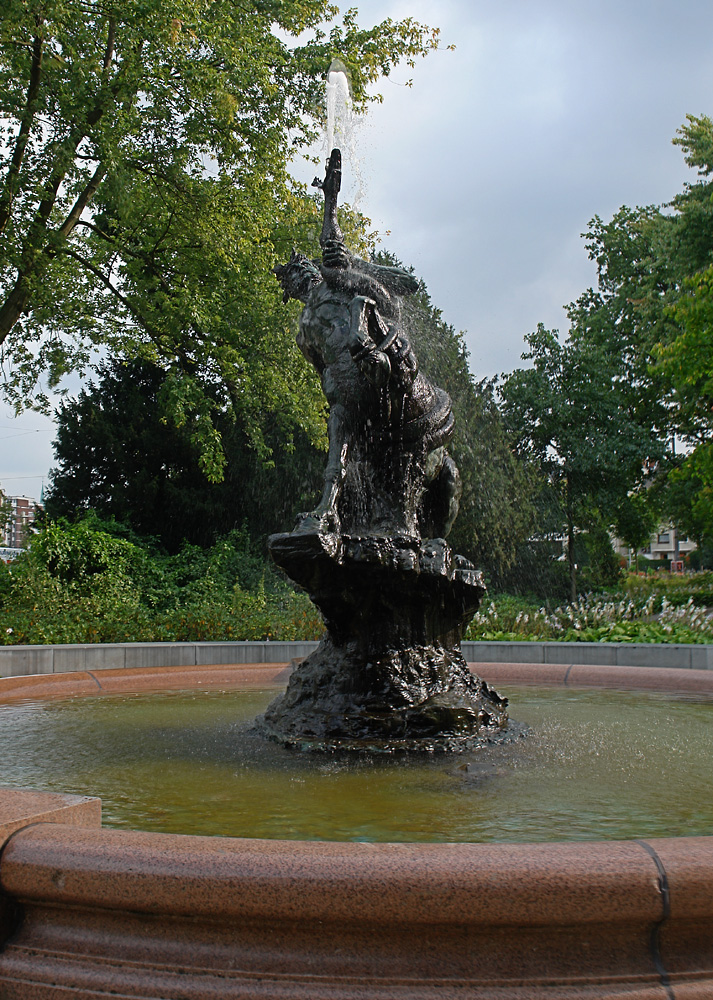
Centaurenbrunnen

1611 wurde der niederländische Rijswijck-Schüler Johan van Valckenburgh (* um 1575, † 1625) erstmals und nur zeitweise als Planer der Festungsanlagen in Bremen tätig. Erst 1623 wurden die Anlagen links der Weser auf der Basis der Pläne von Rijswijck und Valckenburgh in Angriff genommen. Auf der Neustadtseite befand sich bald eine moderne Stadtbefestigung aus Wällen mit acht Bastionen. Als solche Befestigungsanlagen militärisch keinen Sinn ergaben, beschloss Bremen ab 1796 die Entfestigung; Wälle und Mauern wurden ab 1805 abgetragen. Die Neustadtswallanlagen sollten nun eher als Bauland dienen. Im westlichen Teil entstand eine einfache landschaftliche Anlage, von der eine Allee parallel zum Stadtgraben führte. Die übrigen Bereiche wurden als Gartenland verpachtet. Die die Anlage begleitenden Straßennamen Neustadtswall (innen) und gegenüber Neustadtscontrescarpe (außen) erinnern an die Wallanlagen.
Seit 1815 wurden – im Gegensatz zur Bremer Wallanlagen auf der privilegierten rechten Weserseite – zunehmend Flächen durch Gebäude und Verkehrsflächen in Anspruch genommen: Die Kasernen am Hohentor und ab 1866 die Neustadtskasernen an der Neustadtscontrescarpe für das Bremer Stadtmilitär; es folgten u. a. weitere Wohnhäuser, zwei Schulen, ein Krankenhausbau, das Hallenbad Süd sowie die Erweiterung der Hochschule Bremen. Durch den aufkommenden Verkehr wurden Neustadtswallanlagen mehrfach durch breite Zufahrtsstraße in das Bremer Zentrum und die Bundesstraße 75 unterbrochen. Von 1891 bis 1903 wurde schließlich der Stadtgraben zugeschüttet, im Bereich zwischen Schulstraße und Osterstraße erst um 1911. Die Piepe, ehemals der Holzhafen, verblieb als Rest des ehemaligen Stadtgrabens und er bietet heute einen idealen Übergang zum Deichweg an der Kleinen Weser zum Werdersee im Osten. Als Grünfläche ist schließlich noch eine 16 Hektar große nicht durchgängige Parkanlage verblieben.
Erst spät wurde der Wert der Grünanlage für die Bevölkerung in der Neustadt besser erkannt. Der Hohentorspark, Teil Neustadtswallanlagen, wurde 1951/52 auf einer Brache angelegt und 2012 saniert. Der Centaurenbrunnen aus Bronze von August Sommer stand 1891 an der Schwachhauser Heerstraße. Er wurde 1958 in die Grünanlage nahe dem Leibnizplatz versetzt.
Der Umweltbetrieb Bremen nahm ab 1998 bis 2007 in vier Abschnitten eine umfangreiche Sanierung der Parkanlage vor. Durch großzügigere Freiräume konnte die Weite des Parkes betont werden. Centaurenbrunnen und Justitia am Hohentor wurden als Denkmale besser eingebunden. Die nun einladenden Eingangsbereiche bieten mehr Durchblicke und damit mehr Sicherheit. Das Freizeitangebot durch den Natur- und Wasserspielplatz, den Jugendplatz und dem Basketball- und Streetballfeld sowie dem Wegenetz verbesserte sich.